# Catarina Chitas
Catarina Chitas (Penha Garcia, 1913 - 2003), foi uma pastora, cantora e tocadora de adufe que ficou  conhecida após ter sido gravada por Ernesto Veiga de Oliveira e Michel Giacometti. Detentora de um vasto repertório da música tradicional e popular da região da beira baixa foi gravada por vários etnólogos, musicólogos e músicos.

## Percurso
Catarina Chitas, cujo nome de nascimento era Catarina Sargenta e que também ficou conhecida como Ti Chitas, nasceu no concelho de Idanha-a-Nova na aldeia de Penha Garcia, no dia 30 de Janeiro de 1913 e onde faleceu a 8 de Março de 2003. 
Foi pela primeira vez gravada em 1963 por Ernesto Veiga de Oliveira e Benjamim Pereira que na altura percorreram o país a fazer recolhas para o Museu Nacional de Etnologia, onde se encontram as gravações que fizeram.  Na década de 70 é gravada por Michel Giacometti para a série Povo que Canta que realizou juntamente com Alfredo Tropa para RTP. 

Catarina Chitas na capa do disco: Uma Lição de Bem Cantar, editado pela Associação José Afonso.

Detentora de um vasto repertório da música tradicional e popular da região da beira baixa, será também gravada por outros etnólogos, musicólogos e músicos, entre eles: José Alberto Sardinha, Américo André, Jacques Erwain, entre outros. 
Em 1984, colabora naquele que será o último álbum de originais da Banda do Casaco, intitulado Banda do Casaco com Ti Chitas. 

## Discografia Seleccionada
- 1971 - Antologia da Música Regional Portuguesa V (série de cinco LP com capa de serrapilheira, organizados por Fernando Lopes-Graça e Michel Giacometti) [11][12]

- 1984 - Banda do Casaco Com Ti Chitas [13][10]

- 1992 - Portugal: chants et tambours de Beira-Baixa, da colecção Dominique Buscall das edições Buda [14]

- 1994 - Voyage Musical Le Portugal et les îles, editora Silex [15][4][6]

- 1997 - A música popular portuguesa (compilação), EMI - Valentim de Carvalho [16]
- 1999 - Sexto Sentido (álbum dos Sétima Legião que utilizam como sampler a gravação que Michel Giacometti fez dela) [17][18]

- 2002 - Uma lição de bem cantar, editado pela Associação José Afonso [19][20]

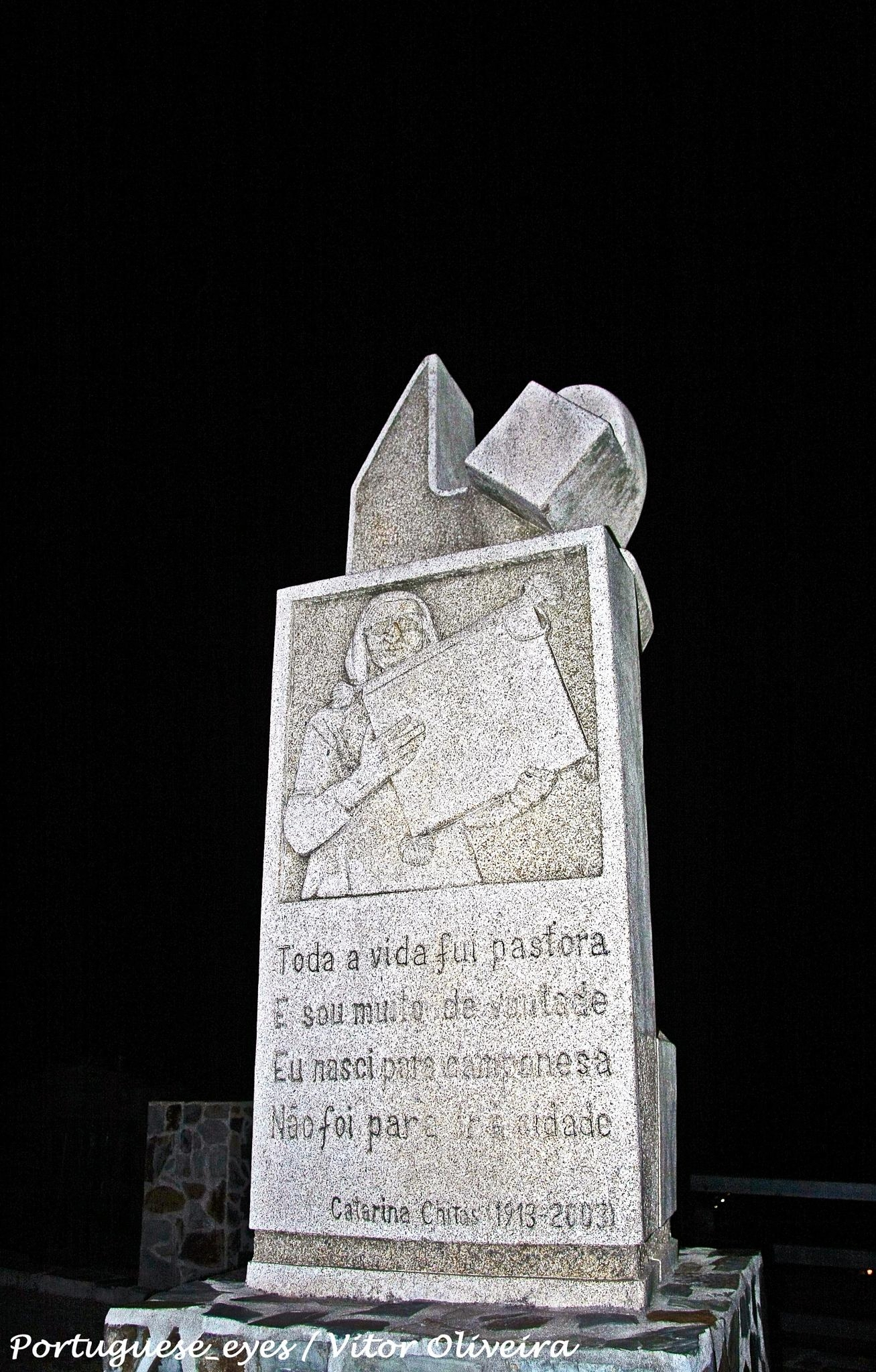
Monumento a Ti Chitas na aldeia de Penha Garcia

- Monumento a Ti Chitas na aldeia de Penha Garcia 2009 - Electrónica cá da terra EP (do grupo Charanga), editora Essay Collective [21]

## Reconhecimento
A Câmara Municipal de Idanha-a-Nova, colocou em sua homenagem uma escultura de Fernando Martins, em Penha Garcia. 
O mesmo município também deu o seu nome à academia de artes da cidade. 

## Apontamento
Foi Jacques Erwain que quando esteve em Portugal a gravar para o disco Voyage Musical Le Portugal et les îles, gravou o testemunho de Catarina Chitas sobre ela própria: 
"Aqui de Penha Garcia, fala Catarina Chitas. É uma pessoa que não tem estudos nenhuns. Fui criada no campo, a guardar gado, a guardar tudo, a guardar cabras, e porcos, e vacas. E a trabalhar, a ceifar, a sachar o trigo, a arrancar o mato, a fazer tudo. A minha sabedoria é essa. Agora, de então para cá, já fui cozinheira, já fui padeira, já fui tecedeira, já passou tudo pelas minhas mãos. Só estudos da Escola é que nunca tive."

## Ligações Externas
- Episódio Fragamentos de um inquérito em Penha Garcia a Catarina Chitas que fala sobre a sua vida, da série Povo que Canta (1971)

- Programa Cantadeiras Populares gravadas por Michel Giacometti, entre elas Catarina Chitas (1972)
- Tema Quando eu era pequenina - Albúm Banda do Casaco com Ti Chitas
- Tema Nossa Sinhora da Azenha - Albúm Banda do Casaco com Ti Chitas
- Catarina Chitas canta A Pastorinha
- Catarina Chitas canta São João enquanto toca adufe
- Ti Chitas a tocar adufe